# Sori
Sori is een gemeente in de Italiaanse provincie Genua (regio Ligurië) en telt 4219 inwoners (31-12-2004). De oppervlakte bedraagt 13,1 km², de bevolkingsdichtheid is 328 inwoners per km².
De volgende frazioni maken deel uit van de gemeente: Canepa, Capreno, Lago, Levà, Polanesi, San Bartolomeo di Busonengo, Sant’Apollinare, Sussisa, Teriasca.

## Demografie
Sori telt ongeveer 2262 huishoudens. Het aantal inwoners daalde in de periode 1991-2001 met 5,6% volgens cijfers uit de tienjaarlijkse volkstellingen van ISTAT.
| Jaar | Inwoneraantal |
| ---- | ------------- |
| 1991 | 4518          |
| 2001 | 4263          |

## Geografie
De gemeente ligt op ongeveer 0 m boven zeeniveau.
Sori grenst aan de volgende gemeenten: Avegno, Bargagli, Bogliasco, Genua, Lumarzo, Pieve Ligure, Recco, Uscio.

## Galerij

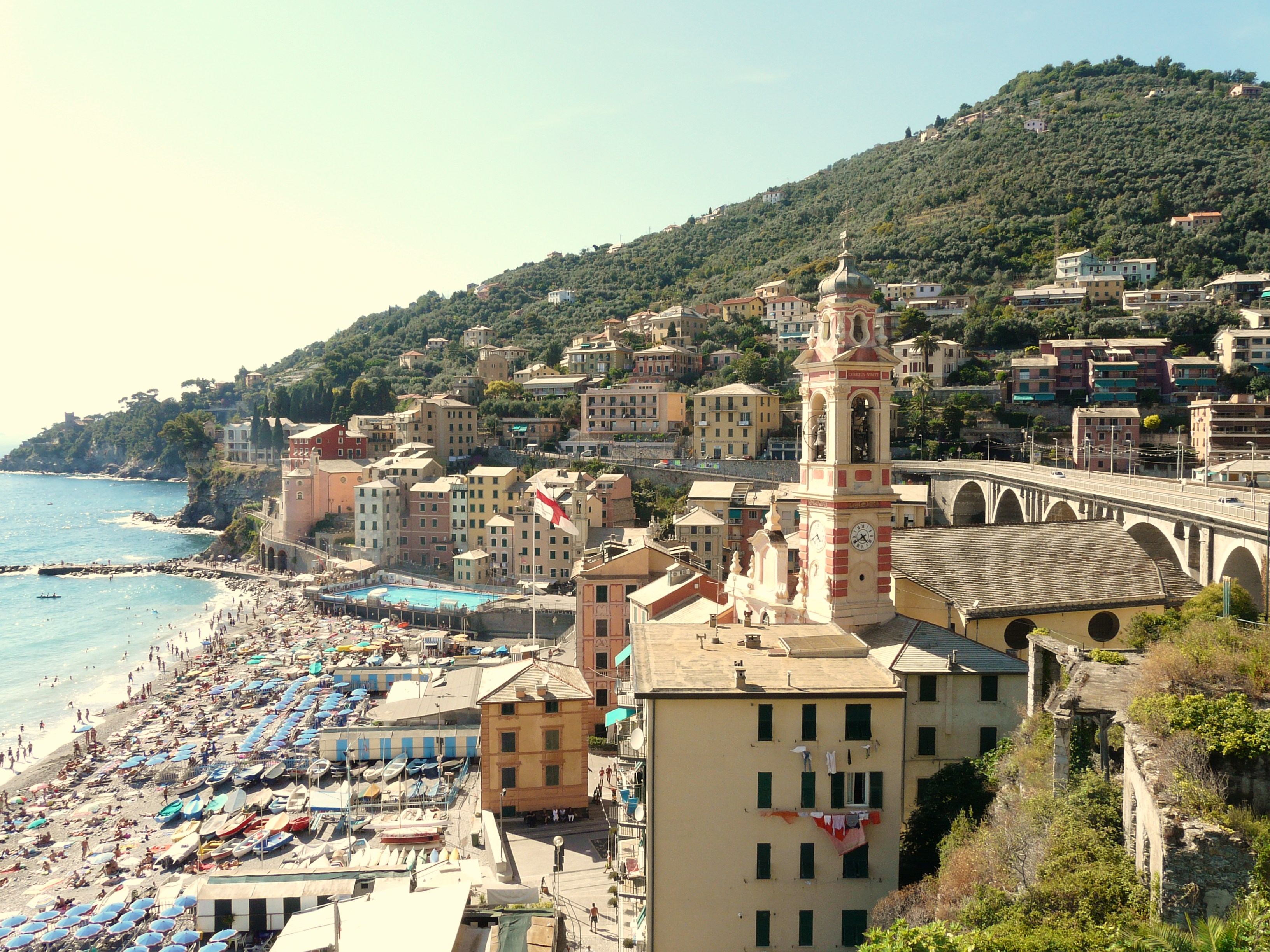
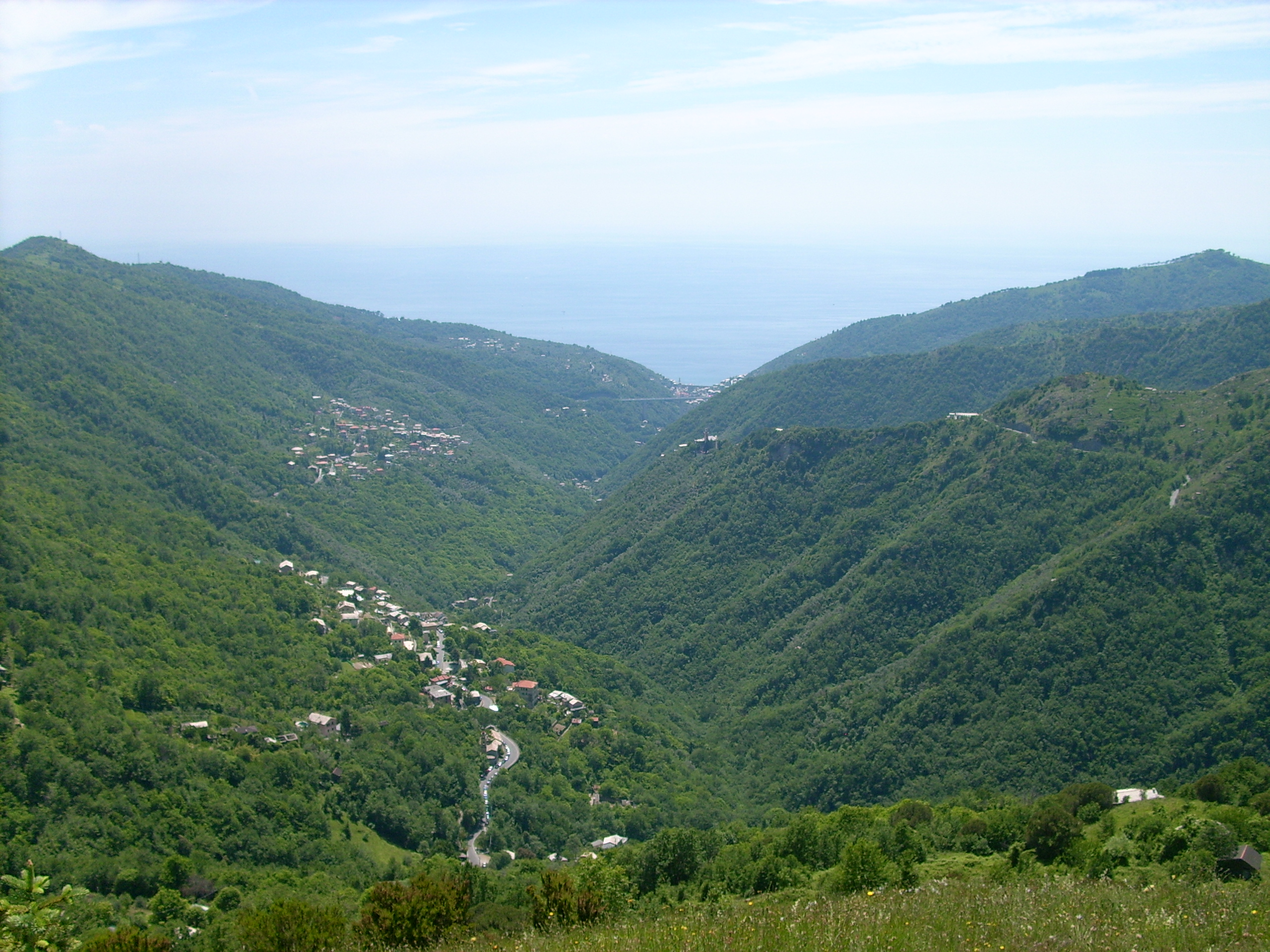
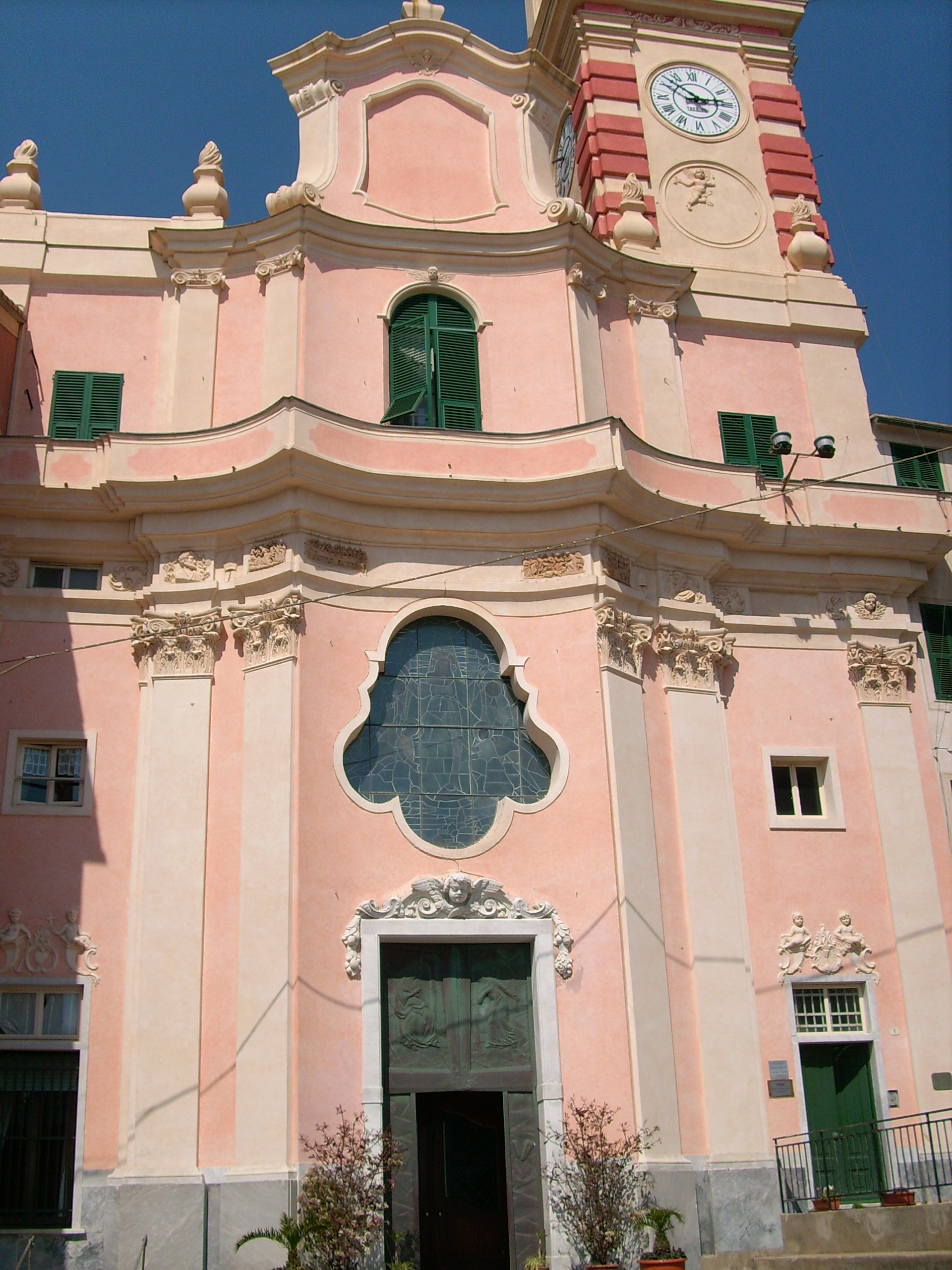
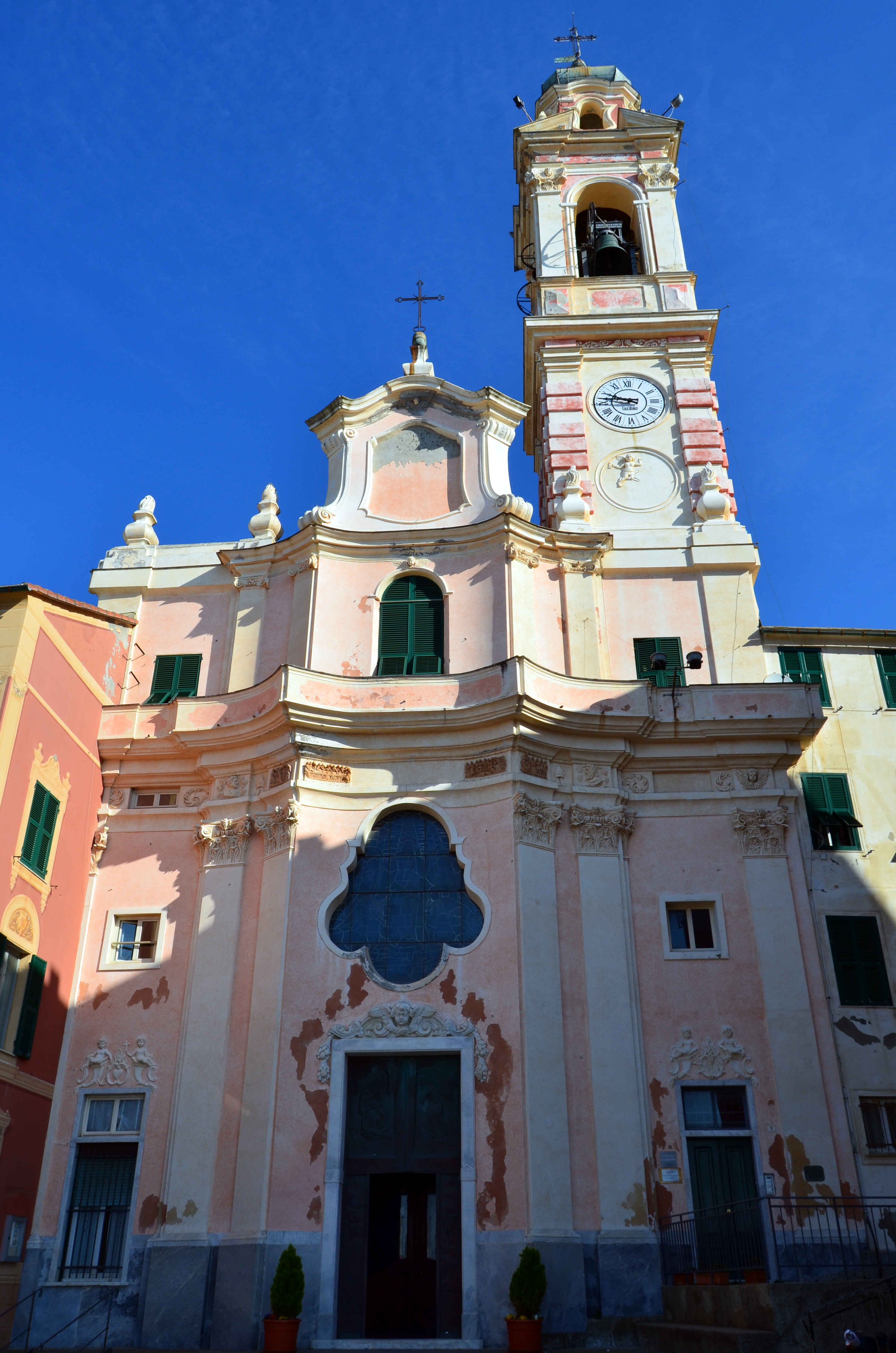
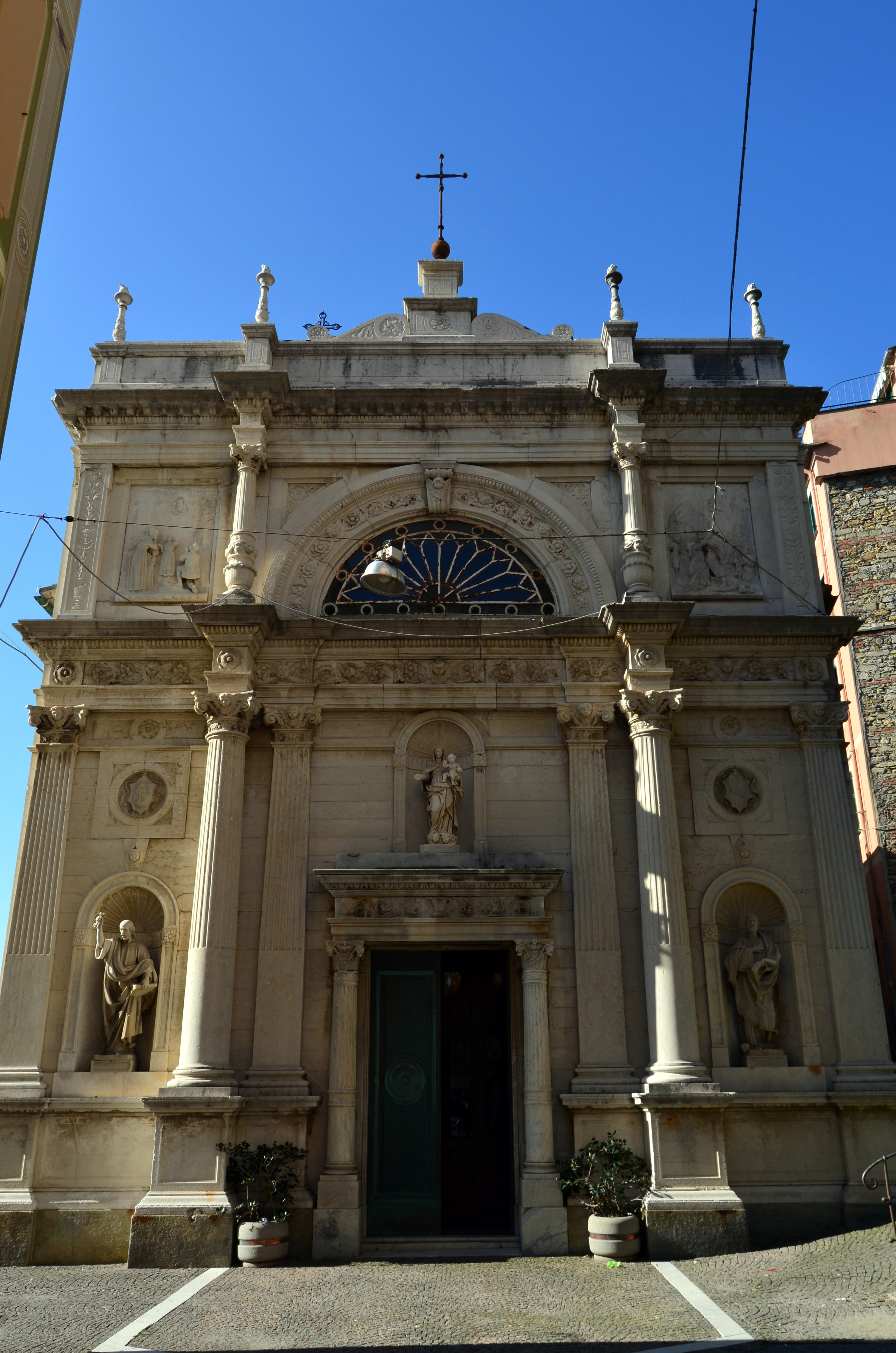
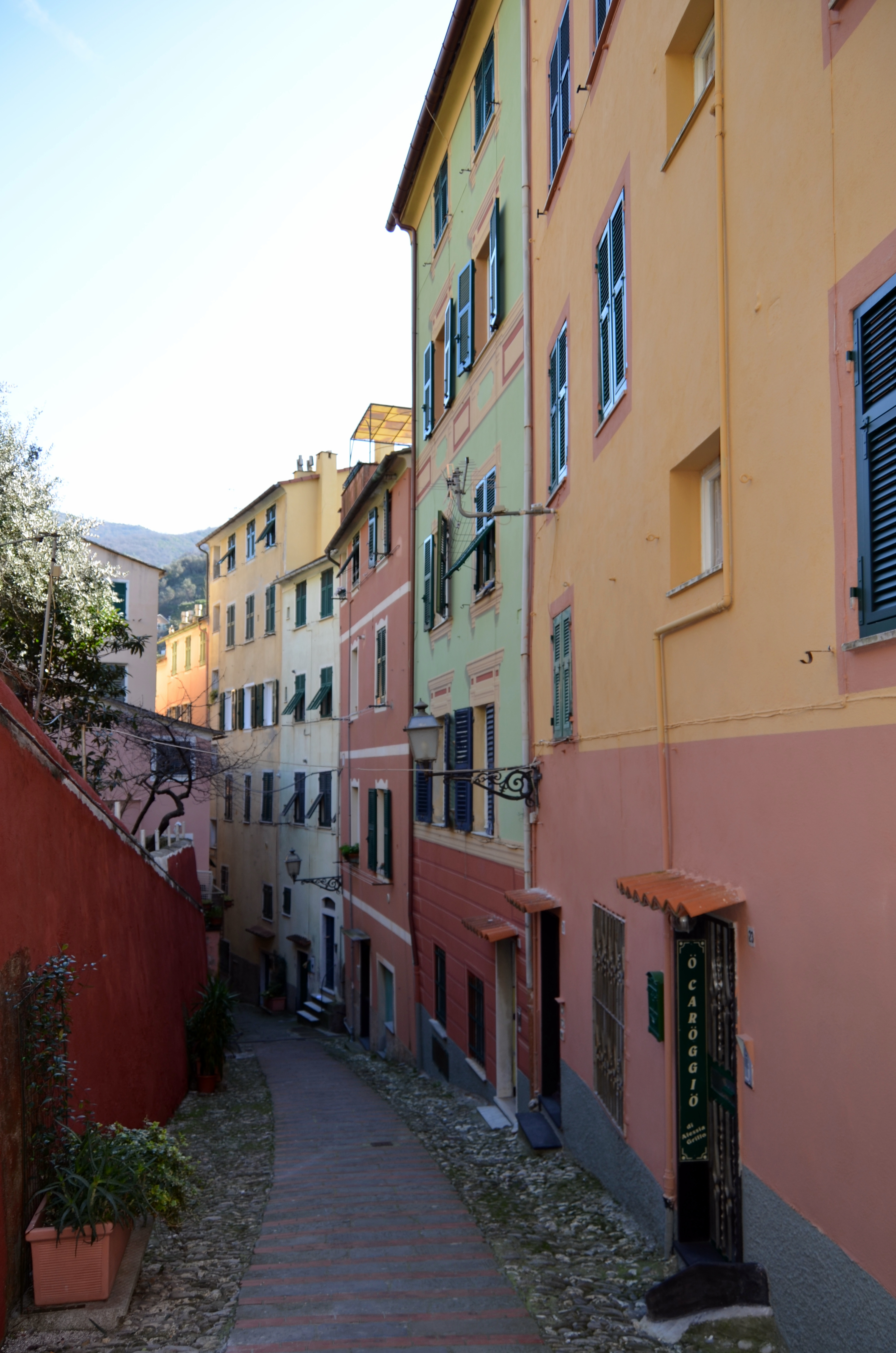